# Gouvernement du Bénin
Le gouvernement du Bénin est nommé par le président de la république du Bénin et est soumis à l'avis du Bureau de l'Assemblée Nationale.
À partir du 8 avril 2006, le gouvernement Yayi Boni est chargé des affaires de l'État et a subi de multiples remaniements. Après son investiture le 6 avril 2016, Patrice Talon forme un nouveau gouvernement de vingt-et-un ministres avec Abdoulaye Bio Tchané pour premier ministre d'État chargé du plan et du développement et Pascal Irénée Koupaki comme ministre d'État et secrétaire général à la Présidence de la République.

## Composition
| Fonction                                                                                  | Titulaire | Titulaire                   | Parti  |
| ----------------------------------------------------------------------------------------- | --------- | --------------------------- | ------ |
| Président de la République                                                                |           | Patrice Talon               | Sans   |
| Vice-présidente                                                                           |           | Mariam Chabi Talata         | UP     |
| Ministre d'État chargé du Développement et de la Coordination de l'action gouvernementale |           | Abdoulaye Bio Tchané        | BR     |
| Ministre d'État chargé de l'Économie et des Finances                                      |           | Romuald Wadagni             | Sans   |
| Garde des Sceaux, Ministre de la Justice et de la Législation                             |           | Sévérin Quenum              | Sans   |
| Ministre des Affaires étrangères et de la Coopération                                     |           | Aurélien Agbénonci          | Sans   |
| Ministre du Cadre de vie et du Développement durable                                      |           | José Didier Tonato          | Sans   |
| Ministre de la Santé                                                                      |           | Benjamin Hounkpatin         | Sans   |
| Ministre de l'Intérieur et de la Sécurité publique                                        |           | Alassane Seidou             | Alafia |
| Ministre de l'Agriculture et de la Pêche                                                  |           | Gaston Dossouhoui           | Sans   |
| Ministre de la Décentralisation et de la Gouvernance locale                               |           | Raphaël Akotegnon           | PRD    |
| Ministre des Affaires sociales et de la Microfinance                                      |           | Véronique Tognifodé Mewanou | UP     |
| Ministre du Travail et de la Fonction publique                                            |           | Adidjatou Mathys            | Sans   |
| Ministre du Tourisme, de la Culture et des Arts                                           |           | Jean-Michel Abimbola        | Sans   |
| Ministre des Enseignements maternel et primaire                                           |           | Salimane Karimou            | Sans   |
| Ministre des Enseignements secondaire, technique et de la Formation professionnelle       |           | Yves Kouaro Chabi           | UP     |
| Ministre de l'Enseignement supérieur et de la Recherche scientifique                      |           | Éléonore Yayi Ladekan       | Sans   |
| Ministre de l'Économie numérique et de la Digitalisation                                  |           | Aurélie Adam Soulé          | Sans   |
| Ministre des Infrastructures et des Transports                                            |           | Hervé Yves Hehomey          | Sans   |
| Ministre de l'Eau et des Mines                                                            |           | Samou Seïdou Adambi         | FCBE   |
| Ministre de l'Énergie                                                                     |           | Jean-Claude Houssou         | Sans   |
| Ministre de l'Industrie et du Commerce                                                    |           | Alimatou Assouman           | Sans   |
| Ministre délégué auprès du Président de la république chargé de la Défense nationale      |           | Fortunet Alain Nouatin      | Sans   |
| Ministre des Sports                                                                       |           | Oswald Homeky               | Sans   |
| Ministre des Petites et moyennes entreprises et de la Promotion de l'Emploi               |           | Modeste Tihounté Kérékou    | Sans   |
| Secrétaire général adjoint Porte-parole du gouvernement                                   |           | Wilfried Léandre Houngbédji | Sans   |